# John Bodley
John Edward Courtenay Bodley, född den 6 juni 1853 i Hanley, död den 28 maj 1925 i Cuckfield, var en brittisk historiker och statsvetare.
Bodley utgav ett flertal arbeten på engelska och franska rörande framför allt fransk social och politisk historia, däribland det stora verket France (2 band, 1898, 7:e upplagan 1907) och The church in France (1906). Bland Bodleys arbeten om brittisk historia märks The coronation of Edward VII (1903) och Cardinal Manning (1912).